# Sigrid Bernson

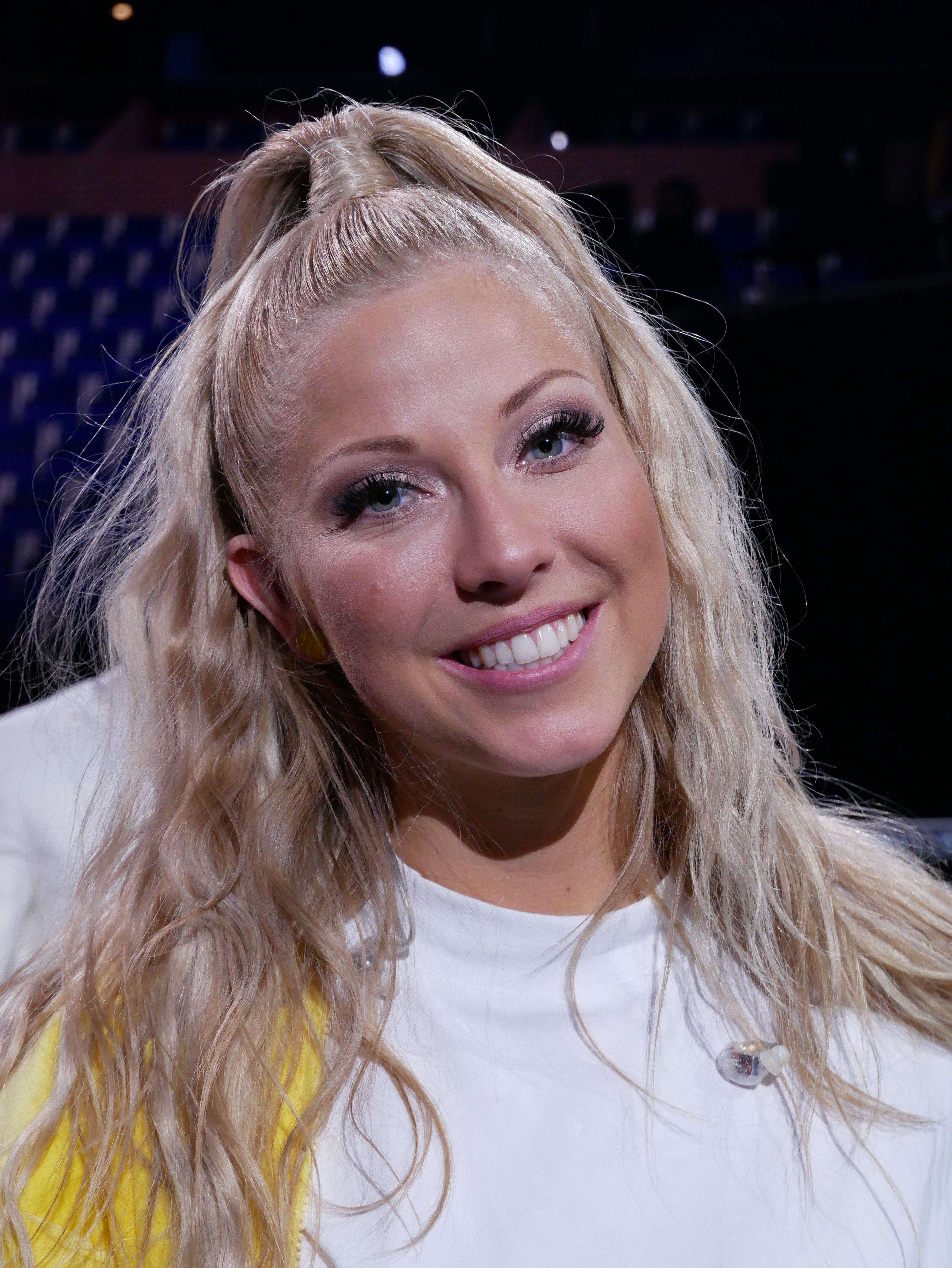
Sigrid Bernson

Sigrid „Annamaria“ Bernson (* 28. Dezember 1988) ist eine schwedische Popsängerin und professionelle Tänzerin.

## Leben
Sigrid Bernson war ab 2011 in der TV4-Sendung Let’s Dance als professionelle Tänzerin zu sehen. 2012 gelang ihr mit Anton Hysén und 2014 mit Benjamin Ingrosso der Sieg.
| Jahr | Tanzpartner       | Platzierung |
| ---- | ----------------- | ----------- |
| 2011 | Andreas Weiss     | 8           |
| 2012 | Anton Hysén       | 1           |
| 2013 | Erik Segerstedt   | 4           |
| 2014 | Benjamin Ingrosso | 1           |
| 2017 | Samir Badran      | 6           |

## Musik
Sigrid Bernson ist ab 2014 als Popsängerin aktiv.

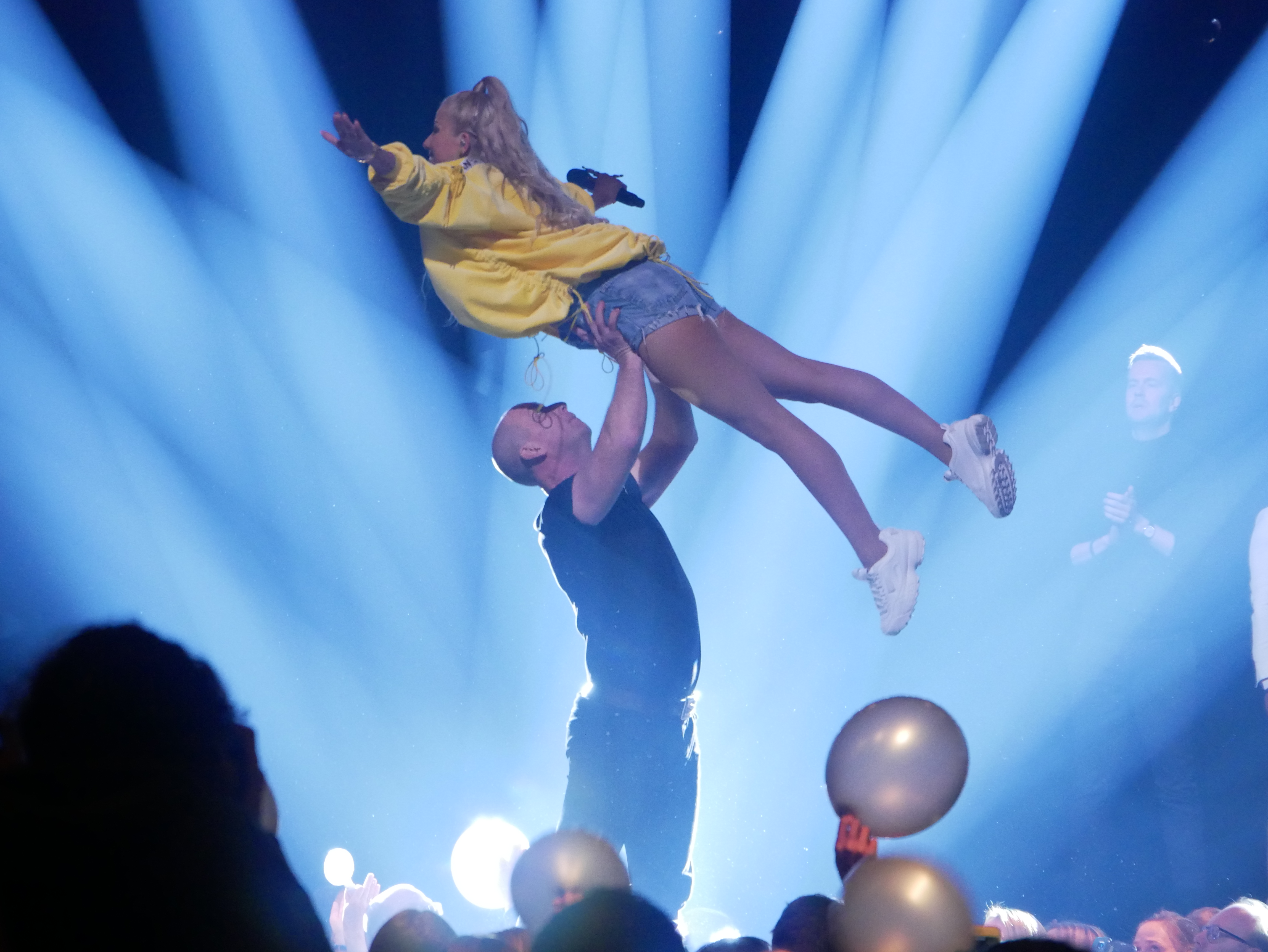
Sigrid Bernson beim Melodifestivalen 2018

2018 nahm Sigrid Bernson am schwedischen Vorentscheid (Melodifestivalen) zum Eurovision Song Contest, mit ihrem Song „Patrick Swayze“ teil und erreichte die Andra Chansen, dort schied sie gegen Mendez mit seinem Song „Everyday“ aus.

### Singles
| Jahr | Titel Album                  | Höchstplatzierung, Gesamtwochen, AuszeichnungChartsChartplatzierungen (Jahr, Titel, Album, Platzierungen, Wochen, Auszeichnungen, Anmerkungen) | Anmerkungen |
| Jahr | Titel Album                  | SE | Anmerkungen |
| ---- | ---------------------------- | --- | ----------- |
| 2017 | This Summer                  | SE38 Gold · (5 Wo.)SE |             |
| 2018 | Patrick Swayze               | SE27 Gold · (9 Wo.)SE |             |
| 2018 | När jag ligger med nån annan | SE68 (1 Wo.)SE |             |

Weitere Veröffentlichungen
- 2014: Låt det vara jul
- 2016: Feel Alive
- 2017: Atmosphere
- 2017: Celebrate
- 2017: I Do
- 2018: Hot Like the Sun